# Lucian Blaga

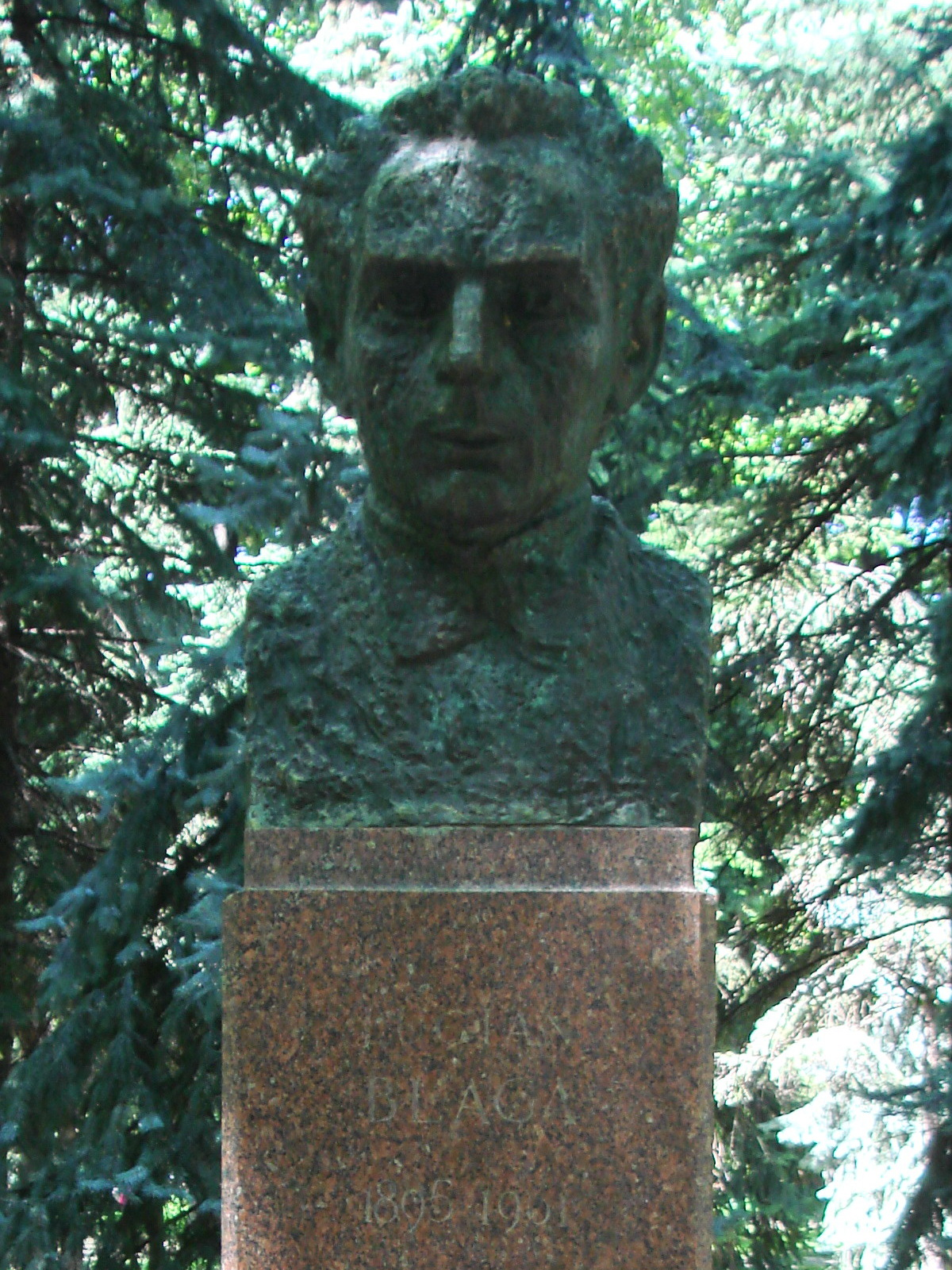
Popiersie Luciana Blagi w Kiszyniowie

Lucian Blaga (ur. 9 maja 1895 w Lancrăm, okręg Alba, zm. 6 maja 1961 w Klużu-Napoce) – rumuński poeta, dramaturg i filozof.

## Życiorys
Był synem prawosławnego księdza, który zmarł gdy Lucian Blaga miał 13 lat. Zakłóciło to jego edukację, uczęszczał do szkół w Sebeșu i Braszowie. W 1914 roku rozpoczął studia teologiczne w Sybinie (pozwoliło mu to uniknąć służby w wojsku austro-węgierskim w czasie I wojny światowej), ukończył je w 1917 roku, po czym podjął studia filozoficzne na Uniwersytecie Wiedeńskim. W 1920 roku zakończył je ze stopniem doktora.
Podjął służbę dyplomatyczną. W 1926 roku pracował jako attaché prasowy w ambasadzie rumuńskiej w Warszawie, potem także w Pradze, Lizbonie i Wiedniu. W 1938 roku objął stanowisko profesora filozofii kultury na uniwersytecie w Klużu-Napoce. Stracił to stanowisko w roku 1949 i podjął pracę bibliotekarza.
Zmarł na raka w 1961 roku, pochowany został w Sybinie.
Jego imię nadano uniwersytetowi w Sybinie.

## Twórczość

### Poezja
- 1919 – Poemele luminii
- 1921 – Pașii profetului
- 1924 – În marea trecere
- 1929 – Lauda somnului
- 1933 – La cumpăna apelor
- 1938 – La curțile dorului
- 1942 – Poezii
- 1943 – Nebănuitele trepte

### Dramaty
- 1921 – Zamolxe
- 1923 – Tulburarea apelor
- 1925 – Daria
- 1925 – Ivanca
- 1925 – Învierea
- 1927 – Meșterul Manole
- 1930 – Cruciada copiilor
- 1934 – Avram Iancu
- 1942 – Opera dramatică
- 1944 – Arca lui Noe
- 1964 – Anton Pann

### Filozofia
- 1943 – Trilogia cunoașterii w trzech częściach: Eonul dogmatic, Cunoașterea luciferică, Cenzura transcendentă.
- 1944 – Trilogia culturii w trzech częściach: Orizont și stil, Spațiul mioritic, Geneza metaforei și sensul culturii
- 1946 – Trilogia valorilor, Știință și creație, Gândire magică și religie, Artă și valoare.